# 설거지

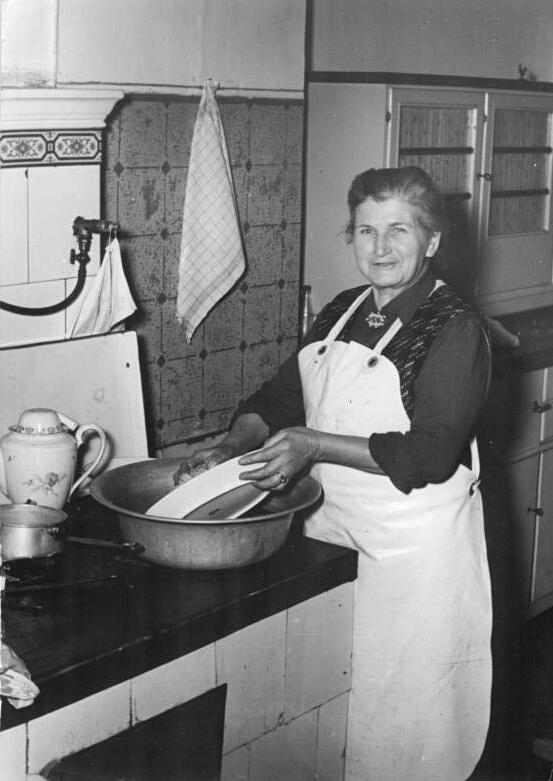
설거지를 하는 여성

설거지(영어: dishwashing, washing the dishes, doing the dishes, washing up)는 조리기구, 접시, 칼 등을 씻어내는 과정을 말한다. 직접 손으로 하거나, 식기세척기를 이용하기도 한다. 부엌의 싱크대 또는 다용도 실에서 이루어진다. 문화에 따라 별도의 식기실에서 이루어지기도 한다.
세척력을 높이기 위해 설거지할 때 세제를 사용한다. 세제에 포함된 계면활성제는 주부습진이나 접촉성 피부염을 유발하기도 하므로, 장갑을 끼고 설거지를 하는 것이 바람직하다. 합성세제 외에도 EM 등을 이용해 만든 천연세제를 사용하기도 한다. 베이킹소다, 구연산, 과탄산소다를 설거지에 이용하기도 한다.
'설겆이'가 아닌 '설거지'가 옳은 표현이다.

## 같이 보기
- 집안일
- 유지보수운영(MRO)